# Heimisdóttir
Heimisdóttir ist ein weiblicher isländischer Name.

## Herkunft und Bedeutung
Der Name ist ein Patronym und bedeutet Heimirs Tochter. Die männliche Entsprechung ist Heimisson (Heimirs Sohn).

## Namensträgerinnen
- Aldís Ásta Heimisdóttir (* 1999), isländische Handballspielerin
- Íris Edda Heimisdóttir (* 1984), isländische Schwimmerin